# 20 декабря (телефильм)
«20 декабря» — советский четырёхсерийный исторический фильм режиссёра Григория Никулина по сценарию Юлиана Семёнова. Премьера на Первом канале ЦТ состоялась 18 мая 1982 года. Существует также пятисерийная версия картины.

## Сюжет
Фильм посвящается первым чекистам.
Конец 1917 года. Большевики недавно захватили власть и принимают меры, чтобы защитить завоевания своего переворота. Для этого 7 (20) декабря 1917 года при Совете народных комиссаров РСФСР по предложению В. И. Ленина создаётся Всероссийская чрезвычайная комиссия по борьбе с контрреволюцией и саботажем, сокращённо ВЧК. Возглавил комиссию Феликс Дзержинский.
Значительное место в фильме занимают образы оппонентов Ленина — Льва Каменева и Алексея Рыкова, впервые появившиеся на советском экране.
- 1-я серия — «Военная диктатура?..»
- 2-я серия — «Саботаж»
- 3-я серия — «Террор»
- 4-я серия — «ВЧК»
- 5-я серия — «Тишина»

## В ролях
| Актёр                  | Роль                                                    |
| ---------------------- | ------------------------------------------------------- |
| Кирилл Лавров          | Владимир Ильич Ленин                                    |
| Михаил Козаков         | Феликс Дзержинский                                      |
| Владимир Свекольников  | Яков Свердлов                                           |
| Александр Голобородько | Антонов-Овсеенко                                        |
| Владимир Дюков         | Дыбенко                                                 |
| Юрий Овсянко           | Крыленко                                                |
| Евгений Меркурьев      | Подвойский                                              |
| Бадри Какабадзе        | Серго Орджоникидзе                                      |
| Пеэтер Урбла           | Петерс                                                  |
| Александр Парра        | Моисей Урицкий                                          |
| Владимир Зумакалов     | Сталин                                                  |
| Андрей Толубеев        | Лацис                                                   |
| Игорь Пушкарёв         | градоначальник Петрограда Ворошилов                     |
| Азамат Багиров         | Уншлихт                                                 |
| Игорь Комаров          | Петровский                                              |
| Николай Муравьёв       | Трифонов                                                |
| Леонид Неведомский     | Менжинский                                              |
| Лаймонас Норейка       | Андрей Эссен                                            |
| Татьяна Иванова        | Лидия (жена Эссена)                                     |
| Эрнст Романов          | Плеханов                                                |
| Виктор Бурхарт         | Л. Б. Каменев                                           |
| Виктор Костецкий       | А. И. Рыков                                             |
| Аркадий Шалалошвили    | Мартов                                                  |
| Владимир Головин       | Борис Савинков                                          |
| Сергей Десницкий       | консул Локкарт                                          |
| Сергей Юрский          | Сидней Рейли                                            |
| Герберт Дмитриев       | Владимир Митрофанович Пуришкевич                        |
| Георгий Шахет          | Либер                                                   |
| Георгий Дрозд          | Эболи                                                   |
| Вадим Ермолаев         | Керенский                                               |
| Лев Иванов             | генерал Краснов                                         |
| Николай Крюков         | генерал Каледин                                         |
| Владимир Эренберг      | генерал Машковский                                      |
| Николай Мартон         | генерал Духонин                                         |
| Евгений Казаков        | генерал Корнилов                                        |
| Николай Кузьмин        | есаул                                                   |
| Александр Романцов     | глава подпольного центра                                |
| Валентина Панина       | графиня Панина                                          |
| Александр Афанасьев    | Пахомыч                                                 |
| Геннадий Бортников     | французский капитан Фижо (озвучил Александр Демьяненко) |
| Эммануил Виторган      | эсер Лазарев                                            |
| Юрий Каморный          | матрос-анархист Железняков                              |
| Иосиф Конопацкий       | редактор газеты «Воля народа»                           |
| Валерий Кравченко      | Евсеев                                                  |
| Фёдор Никитин          | профессор Борисов                                       |
| Олег Пальмов           | Горошин                                                 |
| Сергей Полежаев        | октябрист                                               |
| Валерий Порошин        | член солдатского комитета                               |
| Анатолий Рудаков       | Гусь / Рыбкин                                           |
| Алексей Савостьянов    | Насонов                                                 |
| Юрис Стренга           | управляющий Госбанка Шипов                              |
| Александр Суснин       | эсер-боевик Кирьяков                                    |
| Сергей Бехтерев        | эсер-боевик (в титрах не упомянут)                      |
| Татьяна Ткач           | Франциска, налётчица                                    |
| Георгий Тейх           | профессор                                               |
| Анатолий Худолеев      | адъютант                                                |
| Георгий Штиль          | Антипкин, курьер в МВД                                  |
| Аркадий Трусов         | швейцар в МВД                                           |
| Алексей Ян             | эксперт Кардин                                          |
| Пётр Шелохонов         | эксперт Зарудный                                        |
| Афанасий Тришкин       | эксперт Разум                                           |
| Александр Болонин      | эпизод                                                  |

## Съёмочная группа
- Автор сценария: Юлиан Семёнов
- Режиссёр-постановщик: Григорий Никулин
- Оператор-постановщик: Иван Багаев
- Композитор: Виктор Лебедев
- Художник-постановщик: Михаил Иванов

## Награды
- 1983 — Государственная премия РСФСР имени братьев Васильевых режиссёру Г. Никулину и актёрам М. Козакову и В. Головину.
- 1983 — Первая премия за лучшую мужскую роль актёру К. Лаврову на Международном кинофестивале телефильмов в Пловдиве.